# Juan Ferraro
Juan José Ferraro (5 września 1923–1973) – piłkarz argentyński, napastnik.
Ferraro karierę piłkarską rozpoczął w drugoligowym wówczas klubie CA Vélez Sarsfield, z którym w 1943 roku awansował do pierwszej ligi argentyńskiej. Jako gracz klubu Vélez Sársfield wziął udział w turnieju Copa América 1945, gdzie Argentyna zdobyła tytuł mistrza Ameryki Południowej. Ferraro zagrał w trzech meczach – z Boliwią (w 81 minucie zastąpił na boisku René Pontoniego), Kolumbią (na 13 minut przed końcem zastąpił Pontoniego i zdążył zdobyć 2 bramki) i Urugwajem.
W 1949 roku przeszedł do Boca Juniors, w którym zadebiutował 21 sierpnia w przegranym 3:4 meczu z CA Lanús. Już w pierwszym meczu Ferraro zdobył dla nowego klubu bramkę. W 1950 roku razem z Boca Juniors zdobył tytuł wicemistrza Argentyny.
Ostatni raz w barwach Boca Juniors Ferraro zagrał 25 listopada 1952 roku w meczu z San Lorenzo de Almagro. Boca Juniors przegrał 1:2, a Ferraro na pożegnanie zdobył dla swej drużyny honorową bramkę. W sumie w barwach Boca Juniors rozegrał 85 meczów (7647 minut) i zdobył 34 bramki, a w argentyńskich rozgrywkach klubowych rozegrał łącznie 388 meczów i zdobył 189 bramek.
W 1953 roku wrócił do Vélez Sársfield, z którym w tym samym roku zdobył swoje drugie wicemistrzostwo Argentyny. Na zakończenie kariery w 1958 roku został piłkarzem kolumbijskiego klubu Independiente Santa Fe.
W reprezentacji Argentyny Ferraro rozegrał 8 meczów i zdobył 4 bramki.